# Крилівка (Червоненська селищна громада)
Крилі́вка — село в Україні, у Червоненській селищній територіальній громаді Андрушівського району Житомирської області. Населення становить 962 осіб.

## Географія
У селі річка Настя впадає в Пустоху.

## Історія
Станом на 1886 рік в колишньому власницькому селі Андрушівської волості Житомирського повіту Волинської губернії, мешкало 992 особи, налічувалось 192 дворових господарства, існувала православна церква, постоялий будинок й 2 лавки.
У 1906 році село Андрушівської волості Житомирського повіту Волинської губернії. Відстань від повітового міста 48 верст, від волості 11. Дворів 277, мешканців 1720.
Зараз в селі є парафія і церква св. архангела Михаїла.
За переписом 1897 року кількість мешканців зросла до 1692 осіб (846 чоловічої статі та 846 — жіночої), з яких 1574 — православної віри.

## Особи
- Скобель Леонід Володимирович (1949-2024) — український інженер, фахівець цукробурякового виробництва.